# Reserva índia Goshute
La reserva índia Goshute és la reserva de les Tribus Confederades de la Reserva Goshute, una de les dues tribus reconegudes federalment dels goshute, situada entre Nevada i Utah. L'altra és la banda Skull Valley dels Goshute de Utah.

## Govern
La seu de la tribu es troba a Ibapah (Utah). La tribu és governada per un consell de cinc membres escollits democràticament. El seu cap actual és Ed Naranjo.

## Reserva
Aproximadament 200 membres de la tribu viuen a la reserva, que es troba als comtats de White Pine a l'est de Nevada i als de Juab, i Tooele a l'oest de Utah. La reserva fou creada per l'ordre executiva de 20 de maig de 1912. Avui la reserva té 122.085 acres.

## Desenvolupament econòmic
L'economia local se centra en l'agricultura i alguns membres de la tribu es dediquen a la ramaderia i al conreu de fenc.